# نبرد هوچکیرش
نبرد هوچکیرش در ۱۷۵۸ در طول سومین جنگ سلیزی رخ داد، که بخشی از جنگ هفت‌ساله بود ارتش اتریش بر پروس ها تقویت شد این نبرد در دهکده هوچکیرش در 10 کیلومتری شرق ساکسونی و در اطراف آن رخ داد نیروهای اتریشی در یک حمله پیش از سپیده دم به کمین ارتش او نشستند بیش از ۳۲ درصد از نیروهای مسلح فردریک شکست خوردند ستوان یکم مارشال  .